# Каллан

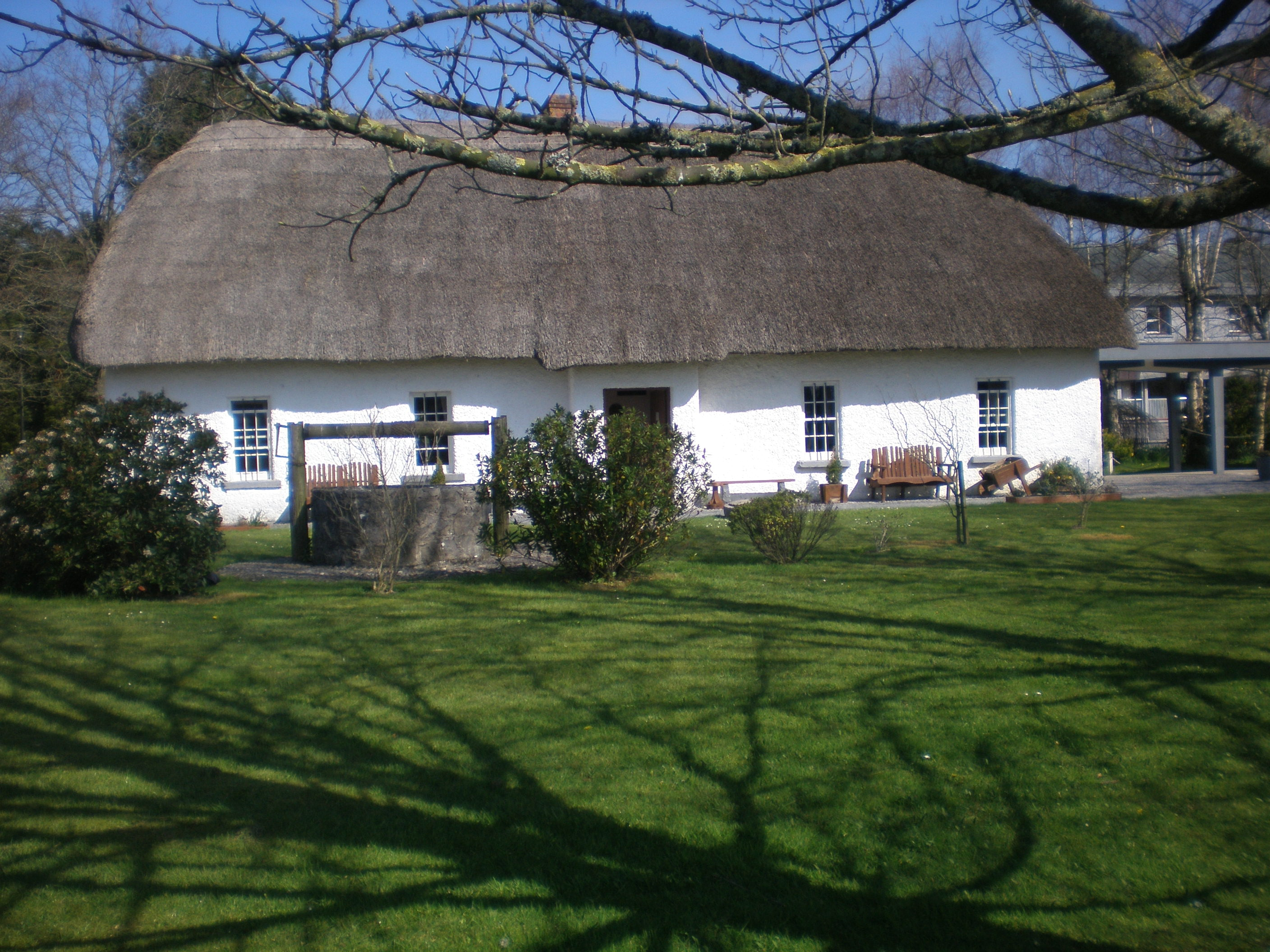

Каллан (англ. Callan; ирл. Callain) — (переписной) посёлок в Ирландии, находится в графстве Килкенни (провинция Ленстер).

## Демография
Население — 1771 человек (по переписи 2006 года). В 2002 году население составляло 1325.
Данные переписи 2006 года:
| Общие демографические показатели |               |                               |                               |      |      |
| Всё население                    | Всё население | Изменения населения 2002—2006 | Изменения населения 2002—2006 | 2006 | 2006 |
| 2002                             | 2006          | чел.                          | %                             | муж. | жен. |
| 1325                             | 1771          | 446                           | 33,7                          | 839  | 932  |

В нижеприводимых таблицах сумма всех ответов (столбец «сумма»), как правило, меньше общего населения населённого пункта (столбец «2006»).
| Религия (Тема 2 — 5 : Число людей по религиям, 2006) |             |                |             |            |       |      |
| Католики, чел.                                       | Католики, % | Другая религия | Без религии | не указано | сумма | 2006 |
| 1532                                                 | 86,5        | 74             | 62          | 103        | 1771  | 1771 |

| Этно-расовый состав (Этничность. Тема 2 — 3 : Постоянное население по этническому или культурному происхождению, 2006) |            |              |       |        |        |            |       |       |
| Белые ирландцы | Лухт-шулта | Другие белые | Негры | Азиаты | Другие | Не указано | сумма | 2006  |
| 1479 | 11         | 125          | 2     | 9      | 13     | 128        | 1767  | 1771  |
| Доля от всех отвечавших на вопрос, %                                                                                   |            |              |       |        |        |            |       |       |
| 83,7 | 0,6        | 7,1          | 0,1   | 0,5    | 0,7    | 7,2        | 100   | 99,81 |

1 — доля отвечавших на вопрос о языке от всего населения.
| Владение ирландским языком (Тема 3 — 1 : Число людей от 3 лет и старше по способности говорить по-ирландски, 2006) |      |            |       |       |
| Владеете ли Вы ирландским языком?                                                                                  |      |            |       |       |
| Да | Нет  | Не указано | сумма | 2006  |
| 590 | 958  | 133        | 1681  | 1771  |
| Доля от всех отвечавших на вопрос о языке, %                                                                       |      |            |       |       |
| 35,1 | 57,0 | 7,9        | 100   | 94,91 |

1 — доля отвечавших на вопрос о языке от всего населения.
| Использование ирландского языка (Тема 3 — 2 : Говорящие по-ирландски от 3 лет и старше по частоте использования ирландского языка, 2006) |                                                            |                                               |                                               |                                               |                                               |                                               |       |                                     |      |
| Как часто и где Вы говорите по-ирландски?                                                                                                |                                                            |                                               |                                               |                                               |                                               |                                               |       |                                     |      |
| ежедневно, только в образовательных учреждениях                                                                                          | ежедневно, как в образовательных учреждениях, так и вне их | в других местах (вне образовательной системы) | в других местах (вне образовательной системы) | в других местах (вне образовательной системы) | в других местах (вне образовательной системы) | в других местах (вне образовательной системы) | сумма | всего, отвечавших на вопрос о языке | 2006 |
| ежедневно, только в образовательных учреждениях                                                                                          | ежедневно, как в образовательных учреждениях, так и вне их | ежедневно                                     | каждую неделю                                 | реже                                          | никогда                                       | не указано                                    | сумма | всего, отвечавших на вопрос о языке | 2006 |
| 166 | 6                                                          | 10                                            | 27                                            | 210                                           | 165                                           | 6                                             | 590   | 1681                                | 1771 |
| Доля от всех отвечавших на вопрос о языке, %                                                                                             |                                                            |                                               |                                               |                                               |                                               |                                               |       |                                     |      |
| 9,9 | 0,4                                                        | 0,6                                           | 1,6                                           | 12,5                                          | 9,8                                           | 0,4                                           | 35,1  | 100                                 |      |

| Типы частных жилищ (Тема 6 — 1(a) : Число частных домовладений по типу размещения, 2006) |          |         |                 |            |       |      |
| Отдельный дом                                                                            | Квартира | Комната | Переносные дома | не указано | сумма | 2006 |
| 571                                                                                      | 34       | 3       | 0               | 25         | 633   | 1771 |

## Спорт
Каллан известен тем, что в феврале 1885 года здесь состоялся первый официальный матч по гэльскому футболу согласно правилам, утверждённым Гэльской атлетической ассоциацией.